# Цирихов, Пётр Казбекович
Пётр Казбекович Цирихов (1911 — август 1973) — осетинский советский театральный актёр. Народный артист Северо-Осетинской АССР (1945), заслуженный артист РСФСР (1949).

## Биография
После окончания в 1935 году ЦЕТЕТИСа (ныне ГИТИС) со дня основания выступал на сцене Северо-Осетинского драматического театра (ныне Северо-Осетинский государственный академический театр имени В. В. Тхапсаева). Актёром театра проработал до 1970 года.
За годы театральной деятельности создал целую галерею оригинальных, ярких сценических образов, достигнув высокого исполнительского мастерства. Характерный актёр, одинаково ярко играл и комедийные, и драматические роли, роли молодых и стариков, роли положительных и отрицательных персонажей.

## Избранные роли
- Цела («Желание Паша» Д. Туаева),
- Уари («Женихи» А. Токаева),
- Датуа («Поминальщики» Д. Туаева)
- Ленин («Кремлёвские куранты» Н. Погодина),
- Швандя и профессор Горностаев («Любовь Яровая» К. Тренёва)
- Пастух («Две сестры» Е. Бритаева),
- Мулдар («Свадьба» Джимиева),
- Фаюнин («Нашествие»),
- Сиплый («Оптимистическая трагедия» В. Вишневского),
- Павлин («Егор Булычов и другие» М. Горького),
- Берсенёв («Разлом» Б. Лавренёва),
- Курослепов («Горячее сердце» А. Н. Островского) и другие.